# Troickoe (Territorio dell'Altaj)
Troickoe (in russo Троицкое?) è un villaggio del settore meridionale della Siberia Occidentale situato nel Territorio dell'Altaj,  in Russia. È il centro amministrativo del distretto Troickij.
La località si trova sul fiume Bol'šaja Rečka, 97 km a sud-est della capitale Barnaul.